# Austin A135
Der Austin A135 Princess ist eine 4-türige Limousine oder  Pullman-Limousine der Austin Motor Cie., die diese 1947 zusammen mit dem viel kleineren Modell A40 Dorset und dem Austin A125 Sheerline herausbrachte. Sie ersetzten das Vorkriegsmodell Austin 28. Es gab vier Generationen.

## Austin A135 Princess I / II / III (1947–1957)
Der Austin A135 Princess I war mit einem 6-Zylinder-Reihenmotor mit 3993 cm³ Hubraum ausgestattet, der seine Leistung von 130 bhp (96 kW) an die Hinterräder weitergab. Seine Karosserie war moderner als die des Austin A125 und besaß bereits in die vorderen Kotflügel integrierte Scheinwerfer und eine Silhouette im Stile des Rolls-Royce Phantom IV. Neben der Pullmanlimousine (Limousine) gab es noch eine normale Limousine (Saloon) mit kürzerem Radstand. Die Limousine erreichte eine Höchstgeschwindigkeit von 143 km/h.
1950 erschien der Austin A135 Princess II mit geringfügigen Änderungen, der bis 1953 gefertigt wurde. Auch der dann eingeführte Austin A135 Princess III zeigte keine großen Unterschiede zu seinen Vorgängern und wurde bis 1957 gefertigt. Von den ersten drei Generationen entstanden insgesamt 1910 Exemplare.
Alle drei Generationen des A135 wurden bei dem Karosseriebauunternehmen Vanden Plas hergestellt, das Austin kurz nach Kriegsende aufgekauft hatte.

## Princess IV (1956–1959)
Der Princess IV ab 1956 hatte eine neue Karosserie und einen deutlich leistungsgesteigerten Motor (3993 cm³, 150 bhp / 110 kW). Er erreichte eine Höchstgeschwindigkeit von 158 km/h. Der Wagen wurde nicht mehr als Austin bezeichnet, sondern bildete die Basis für eine neue Automobilmarke im BMC-Konzern.
Vom Princess IV wurden ca. 200 Exemplare gebaut. Ab 1959 wurden die Princess-Modelle bei Vanden Plas in Einzelfertigung weitergebaut.